# Aragóniai Eleonóra portugál királyné
Aragóniai Eleonóra (Medina del Campo, 1402. február 1. – Toledo, 1445. február 19.) portugál királyné, Eduárd portugál király felesége

## Élete
1402. február 1-jén született a spanyolországi Medina del Campo városában, I. Ferdinánd aragóniai király és hitvese, Alburquerquei Eleonóra aragóniai királyné ötödik gyermekeként és második leányaként. A szülők 1393-ban vagy 1394-ben házasodtak össze. Apai nagyszülei I. János kasztíliai király és Aragóniai Eleonóra kasztíliai királyné, anyai nagyszülei: Kasztíliai Sancho Alfonz, Alburquerque 1. grófja és Portugáliai Beatrix infánsnő, I. Péter portugál király és Inês de Castro lánya
1438. szeptember 13-án a három hónapos terhes Eleonóra hirtelen megözvegyült, magára maradva öt kiskorú gyermekével. Legidősebb fia akkor még csupán hat és fél éves volt, ezért annak nagykorúsága eléréséig, a néhai király végakarata értelmében, az asszony lett a királyság régense, tehát a gyermekkirály, vagyis V. Alfonz gyámja. A döntést a portugál nemesség is elfogadta, habár a nép körében nem volt valami népszerű személyiség Eleonóra, hiszen asszony volt, csekély politikai tapasztalattal, s ráadásul aragóniai származású. A portugál arisztokraták egy kisebb csoportja inkább a halott király testvérét, Péter infánst, azaz Coimbra hercegét támogatták mint lehetséges jövőbeni uralkodót, s amikor hivatalosan is kihirdették a nép előtt, hogy Eleonóra lett a megbízott régens, lázadás tört ki Lisszabon városában.
A zendülést az asszony fivére, Barcelona grófja, vagyis a leendő II. János aragóniai király verte le sikeresen. A trónkövetelő Péter és Eleonóra között megkezdődtek a tárgyalások, ám azok több hónapig elhúzódtak, mivel nem volt képes kompromisszumra jutni Barcelona grófja és a Pétert támogató lisszaboni érsek. Egy héttel utolsó gyermeke születése előtt Eleonórát újabb sorscsapás érte. Legidősebb leánya, Filippa 8 és fél évesen elhunyt, valószínű, egy gyermekbetegség következtében.
Végül sikeresen összefogtak Eleonóra ellen, s a portugál főnemesség átadta a régensi hatalmat Péter infánsnak, az asszonyt pedig száműzetésbe kényszerítették. Kasztíliába menekült 1440 decemberében.
Az özvegy anyakirályné 1445. február 19-én, 43 évesen távozott az élők sorából, Toledo városában, végső nyughelye pedig a batalha-i monostor lett, Portugáliában.

## Gyermekei
Eleonóra 1428. szeptember 22-én nőül ment a nála 10 évvel idősebb Avizi Eduárd portugál királyhoz, akinek házasságuk 9 éve során összesen kilenc gyermeket szült:
- János (1429 októbere - 1433. augusztus 14.)
- Filippa (1430. november 27. - 1439. március 24.)
- Alfonz (1432. január 15. - 1481. augusztus 28.), később V. Alfonz néven ő lesz Portugália uralkodója, aki 1447. május 6-án először az unokatestvérét, a vele egyidős Coimbrai Izabella hercegnőt vette el. Házasságuk 8 és fél éve alatt három közös gyermekük jött világra, János, Johanna és János. 1455. december 2-án Izabella elhunyt, Alfonz pedig újra megnősült. 1475. május 25-én feleségül vette IV. Henrik kasztíliai király és Portugáliai Johanna infánsnő egyetlen leányát, a csupán 13 esztendős Johanna infánsnőt, akit sokan törvénytelen gyermeknek tartottak, mivel anyja állítólag viszonyt folytatott férje egyik udvaroncával. IV. Henrik halála után annak féltestvére, Izabella infánsnő is igényt tartott Kasztília trónjára, s ádáz harc kezdődött meg a koronáért Johanna és őközötte. A trónviszály végül Izabella győzelmével zárult le, aki 1474-ben elfoglalhatta a trónt I. Izabella királynő néven. Johanna királynő sajnos nem szült gyermeket Alfonznak frigyük 6 éve alatt. A királynak született egy fattyúgyermeke is, 1466 körül, Maria Soares da Cunha-tól, Álvaro.
- Mária (1432. december 7. - 1432. december 8.)
- Ferdinánd (1433. november 17. - 1470. szeptember 18.), Viseu és Beja hercege, aki 1447-ben elvette unokatestvérét, az akkor körülbelül 17 esztendős Portugáliai Beatrix infánsnőt. A körülbelül 23 évig tartó frigyből kilenc gyermek jött világra, János, Diégó, Duárte, Dénes, Simon, Eleonóra, Izabella, Mánuel és Katalin.
- Eleonóra (1434. szeptember 18. - 1467. szeptember 3.), aki 1452. március 16-án nőül ment III. Frigyes német királyhoz, s három nap múlva német-római császárrá és császárnévá koronázta meg őket V. Miklós pápa. 15 és fél évig tartó házasságuk öt gyermeket eredményezett, Kristófot, Miksát, Helénát, Kingát és Jánost.
- Duarte (1435. július 12. - 1435. július 12.)
- Katalin (1436. november 26. - 1463. június 17.), aki először IV. Károly navarrai király jegyese volt, ám az uralkodó 1461-es halálával az esküvő végül is meghiúsult. Ezek után Katalin bevonult a Szent Klára Kolostorba, ahol élete végéig vallásos szellemben töltötte napjait mint apáca.
- Johanna (1439. március 20. - 1475. június 13.), aki 1455. május 21-én hozzáment a 30 éves, elvált, gyermektelen IV. Henrik kasztíliai királyhoz. 19 évig tartó frigyükből csupán egy leány származott, Johanna.